# Metacity

Metacity es un gestor de ventanas

Metacity es un gestor de ventanas implementado con GTK+. Es el gestor de ventanas por defecto del entorno de escritorio GNOME en las versiones anteriores a la 3.
El desarrollo de Metacity empezó por parte de Havoc Pennington bajo la Licencia pública general de GNU.
Antes de la introducción de Metacity en GNOME 2.2, GNOME usaba Enlightenment y luego Sawfish como su gestor de ventanas. A pesar de que Metacity es parte del proyecto GNOME y está diseñado para integrarse en el escritorio GNOME, no requiere GNOME para ejecutarse, y GNOME puede ser usado con distintos gestores de ventanas disponibles que soportan la parte de la especificación ICCCM que GNOME necesita.

## Temas
Existen multitud de temas para Metacity. La mayoría de ellos están disponibles en el sitio de arte de GNOME. El tema más popular es Clearlooks, el cual ha sido el tema por defecto de GNOME desde la versión 2.12.

## Controversia
Metacity, a diferencia de los anteriores gestores de ventanas de GNOME, tiene pocas opciones de configuración y su introducción como la elección por defecto fue controvertida. Aquellos a favor de Metacity dicen que GNOME está dirigida a nuevos usuarios de ordenador que no necesitan la configurabilidad extrema de Sawfish o Enlightenment. Havoc Pennington redactó un artículo explicando cómo escribió Metacity y cómo simplificó el escritorio GNOME . Las críticas dicen que Metacity ha sacrificado la flexibilidad y el control a menudo asociados con aplicaciones Unix. Esta perceptible carencia de flexibilidad ha llevado al desarrollo de add-ons como Brightside.[cita requerida]
Sin embargo, a partir de Gnome 3 no utilizará Metacity; de hecho, utilizará Mutter, el cual no permite la utilización de ningún gestor de ventanas sin tener que reescribir el código. Esto ha generado aún mayor controversia de la que supuso la inclusión de Metacity en un inicio, al punto de que la propia GNU ha criticado enormemente el proyecto y ha sugerido soluciones, pero al parecer no han sido escuchadas por los desarrolladores.
Se anunció que a partir de la versión 2.91.2 (Desarrollo en estado alfa de Gnome 3.0) ya no había dependencia de Mutter; sin embargo, el gestor Mutter depende intrínsecamente del shell de Gnome 3.0, lo cual hace que sea imposible ejecutarlo en hardware no soportado por GNOME Shell.
La llegada de Gnome 3.0 Mutter y su shell no significó que Metacity desapareciera. Al contrario, su desarrollo continúa, pero es solo utilizable dentro del modo fallback de gnome para hardware no soportado por GNOME Shell.